# マリー・フランソワ・サディ・カルノー
マリー・フランソワ・サディ・カルノー（Marie François Sadi Carnot, 1837年8月11日 - 1894年6月25日）は、フランスの政治家。ニコラ・レオナール・サディ・カルノーの甥。第5代大統領（第三共和政）。在職中に暗殺された。
政治家ラザール・イポリット・カルノーの息子として生まれた。エコール・ポリテクニークと国立土木学校で技術者教育を受け、官僚となった。1871年にセーヌ＝アンフェリウール県（現セーヌ＝マリティーム県）知事となり、まもなく国民議会議員となった。1880年には公共事業大臣となった。
1887年の選挙で、対立候補のジュール・フェリーに勝利して、大統領に選ばれた。就任早々、政界を震撼させたブーランジェ将軍事件を乗り切った。その後在職中にはフランス革命百年祭、パリ万国博（1889年）などの祝賀行事があったが、1892年にはまた政治スキャンダル・パナマ事件が持ち上がり、アナーキストによるテロも激化した。
1894年6月24日、リヨンで演説後にイタリア人アナーキスト、サンテ＝ジェロニモ・カゼリオに刺され、翌6月25日に死亡した（サディ・カルノー暗殺事件）。パリのパンテオンに埋葬されている。